# Iwan Wassiljewitsch Spiridonow
Iwan Wassiljewitsch Spiridonow (russisch Иван Васильевич Спиридонов, wissenschaftliche Transliteration Ivan Vasil’evič Spiridonov; * 10. Oktoberjul. / 23. Oktober 1905greg. in Pogibalowka, Gouvernement Nischni Nowgorod, Russisches Kaiserreich; † 7. Juli 1991 in Moskau) war ein sowjetischer Politiker der Kommunistischen Partei der Sowjetunion (KPdSU), der unter anderem zwischen 1961 und 1962 Sekretär des Zentralkomitees (ZK) der KPdSU sowie von 1962 bis 1970 Vorsitzender des Rates der Union (Unionssowjet) des Obersten Sowjets der UdSSR, neben dem Rat der Nationen (Nationalitätensowjet) eine der beiden gleichberechtigten Kammern des Obersten Sowjets, war.

## Leben
Iwan Wassiljewitsch Spiridonow arbeitete seit 1925 als Mechaniker in einer Fabrik in Leningrad und war daraufhin seit 1927 Leiter der Abteilung für Qualitätskontrolle der Werkstatt und Cheftechnologe der Fabrik. Während dieser Zeit trat er 1928 als Mitglied der Kommunistischen Allunions-Partei (Bolschewiki) (WKP (B)) bei, aus der 1952 die Kommunistische Partei der Sowjetunion (KPdSU) hervorging. Nachdem er ein Studium am Leningrader Institut für Korrespondenzindustrie wurde er 1939 Direktor der Textilmaschinenfabrik in Orjol und war danach zwischen 1944 und 1950 Direktor des Werkes Gosmetr in Leningrad. Danach wechselte er in die Parteiverwaltung und war zunächst von 1950 und 1952 Sekretär des Parteikomitees der (WKP (B) im Leningrader  Stadtbezirk Moskowski. Daraufhin fungierte er zwischen 1952 und 1954 als stellvertretender Vorsitzender des Exekutivkomitees des Sowjets der Oblast Leningrad sowie im Anschluss von 1954 bis Juli 1956 als Sekretär des Parteikomitees der Oblast Leningrad. Am 27. Juli 1956 löste er Iwan Konstantinowitsch Samtschewski als Erster Sekretär des KPdSU-Stadtkomitees von Leningrad ab und verblieb in dieser Funktion bis zum 24. Dezember 1957, woraufhin Nikolai Nikolajewitsch Rodionow ihn ablöste. Er selbst übernahm daraufhin am 24. Dezember 1957 von Frol Romanowitsch Koslow die Funktion als Erster Sekretär des Regionalkomitees der KPdSU der Oblast Leningrad und hatte dieses Amt bis zu seiner Ablösung durch Wassili Sergejewitsch Tolstikow am 3. Mai 1962 inne. Er wurde zugleich 1958 Deputierter des Obersten Sowjet der UdSSR, dem er zwischen der sechsten und der achten Periode bis 1974 angehörte. Zugleich war er von 1959 bis zum 23. November 1962 auch Mitglied des Präsidiums des Zentralkomitees (ZK) der KPdSU für die Russische Sozialistische Föderative Sowjetrepublik (RSFSR).
Auf dem XXII. Parteitag der KPdSU (17. bis 31. Oktober 1961) wurde Spiridonow erstmals Mitglied des ZK der KPdSU und gehörte diesem Gremium nach seiner Bestätigung auf dem XXIII. Parteitag der KPdSU (29. März bis 8. April 1966) bis zum 30. März 1971 an. Zugleich wurde er auf dem XXII. Parteitag der KPdSU auch  Sekretär des ZK und bekleidete dieses Amt im Führungsgremium der Partei bis zum 23. April 1962. Nach seinem Ausscheiden aus dem ZK-Sekretariat wurde er als Nachfolger von Pawel Pawlowitsch Lobanow durch Resolution der Sitzung des Obersten Sowjets der UdSSR am 23. April 1962 Vorsitzender des Rates der Union (Unionssowjet) des Obersten Sowjets der UdSSR, neben dem Rat der Nationen (Nationalitätensowjet) eine der beiden gleichberechtigten Kammern des Obersten Sowjets. Diese Funktion bekleidete er bis zur Resolution des Obersten Sowjets der UdSSR am 14. Juli 1970, woraufhin Alexei Pawlowitsch Schitikow ihn ablöste.
Für seine Verdienste in der Sowjetunion wurde Iwan Spiridinow mehrmals ausgezeichnet und erhielt unter anderem 1944, 1957 und 1965 den Leninorden, 1975 den Orden der Oktoberrevolution, 1945 den Orden des Vaterländischen Krieges Erster Klasse, 1942 den Orden des Roten Banners der Arbeit, 1985 den Orden der Völkerfreundschaft, 1955 das Ehrenzeichen der Sowjetunion sowie 1959 die Medaille „Für heldenmütige Arbeit“.

## Hintergrundliteratur
- Meyers Großes Personenlexikon, S. 1255, Mannheim 1968